# Розалія Палермська
Розалія Палермська (лат. Rosalia Panormitana, італ. Rosalia di Palermo), також відома як Розалія Сицилійська (італ. Rosalia di Sicilia) або Свята Розалія (лат. Santa Rosalia); справжнє ім'я Розалія Сінібальді (лат. Rosalia Sinibaldi, 1130–1170) — католицька свята, відлюдниця. Покровителька міст Палермо (Сицилія), Санта-Росалія-де-Камарго (Мексика), Ель-Хатільо, Суата та Ель-Плайон (усі у Венесуелі). До неї зверталися за захистом під час епідемій чуми.

## Біографія
Розалія народилася 1130 року в Палермо у знатній норманській родині графа Сінібальдо Сінібальді, чий родовід сходив до самого Карла Великого. Розалія жила заможнона батьківській віллі, а згодом при дворі короля Сицилії Рожера II. Вона отримала освіту при дворі, і в 1149 році стала фрейліною королеви Сибілли Бургундської.

Згідно з легендою, одного разу граф Балдовіно врятував короля Рожера від дикої тварини. Коли король захотів віддячитися, Балдовіно попросив заміж Розалію. Напередодні весілля Розалія, дивлячись на себе в дзеркало, побачила в дзеркалі зображення Ісуса. Дівчина наступного дня зістригла коси, відмовилась від весілля та вирішила присвятити себе служінню Богові.

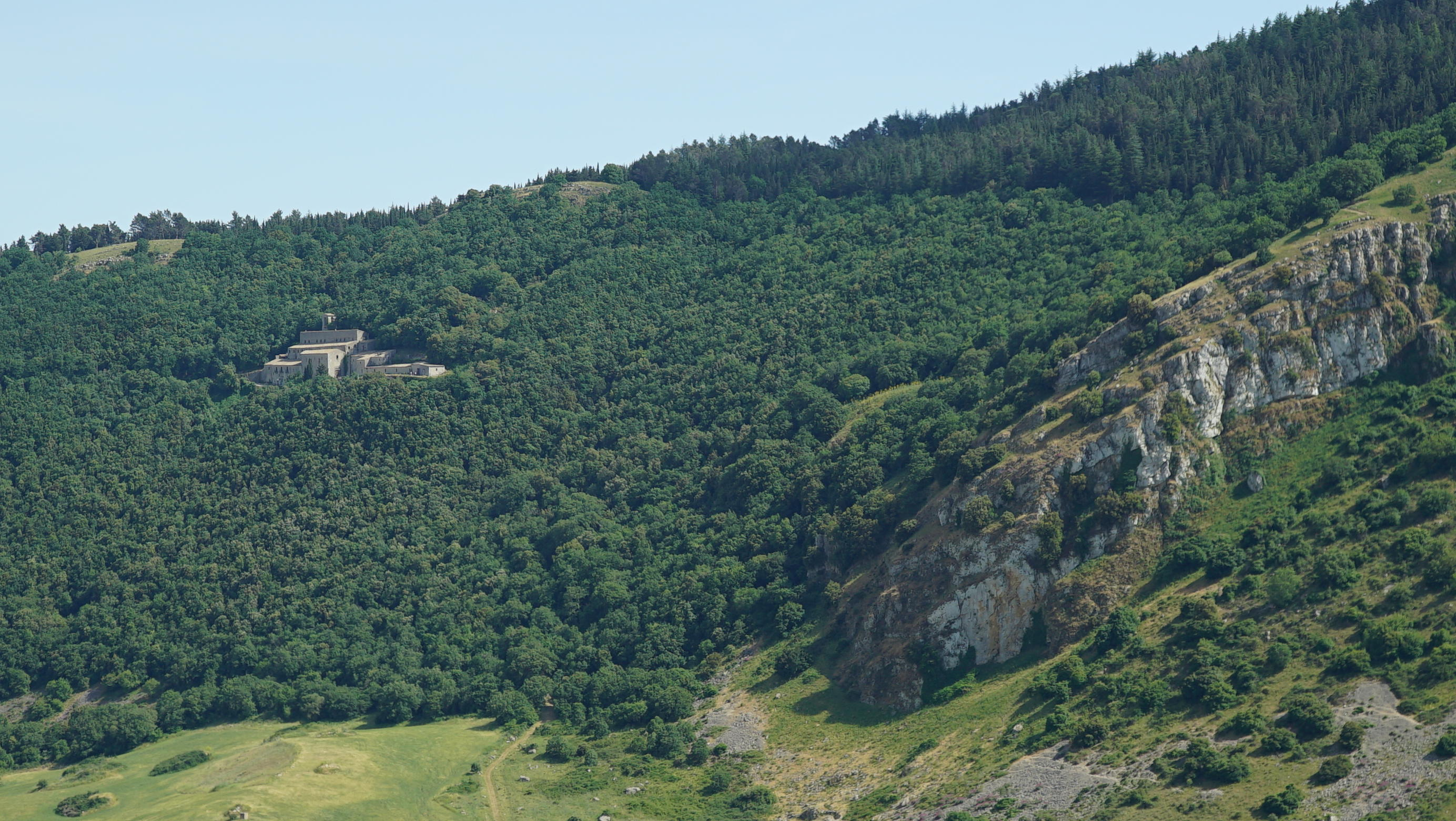
Пустинь Санта-Росалія алла-Куїскуіна поблизу Санто-Стефано-Куїскуїна в Сицилії

Вона покинула Королівський палац та батьківський дім і знайшла притулок у монастирі при церкві Святого Сальваторе. Проте у монастирі їй надокучали батьки та знайомі, які хотіли відрадити від її вибору.
Розалія вирішила усамітнитися у печері у володіннях її батька, поблизу Санто-Стефано-Куїскуїна, де вона прожила 12 років. Згодом королева Сибілла дозволила Розалії повернутися до Палермо і зайняти іншу печеру на Монте-Пеллегріно, де вона померла у сні, у мирі та на самоті, 4 вересня 1170 року у віці 40 років.

## Культ
Святу Розалію вшановують, починаючи з кінця XII століття. В Палермо на її честь було збудовано дві церкви. Їй присвячено численні середньовічні картини та скульптури.
У 1624 році під час епідемії чуми, яка охопила Палермо та околиці, сталося диво. Свята Розалія явилася жінці і сказала їй, де знайти її мощі. Пізніше Розалія з'явилася бідному «миловарю» Вінченцо Бонеллі, який втратив через чуму свою юну дружину. Він піднявся на Монте-Пеллегріно в сутінках з наміром кинутися з урвища в море. У цей момент перед ним постала чудова постать молодої відлюдниці, яка відрадила його від цього наміру. Вона показала Вінченцо печеру, де лежать її кістки. Вона наказала відвезти їх до Палермо і піти з ними урочистою процесією містом. В описаній печері було знайдено кістки жінки. Після виконання наказу Розалії чума закінчилася. З цього моменту почався культ Розалії.
Розалія була канонізована папою Урбаном VIII у 1630 році. Її пам'ять відзначається 4 вересня (традиційна дата її смерті). Крім того, на Сицилії існує місцева традиція святкування 15 липня — дня перенесення мощів святої Розалії. У Палермо цього дня проходить урочиста процесія вулицями міста зі статуєю святої, кульмінацією якої є вражаючий феєрверк.